# Gra miejska

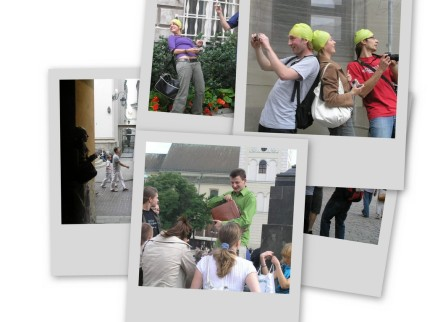
Uczestnicy niezależnej polskiej gry miejskiej Lumenatio

Gra miejska – gra wykorzystująca przestrzeń miejską jako istotny element rozgrywki.
Takie gry łączą w sobie cechy flash mobów, happeningów ulicznych oraz gier komputerowych, RPG i podchodów. Organizowane są w różnych miejscach niezależnie od siebie, głównie w dużych miastach. Przybierają zarówno formy otwarte, jak i zamknięte, wchodząc nieraz w skład ofert imprez integracyjnych. Gry miejskie powstają zarówno jako projekty w pełni niezależne, jak i komercyjne. Ich tematyka może być różnorodna, od wydarzeń historycznych, przez powieści, po historie wymyślone przez autorów gry.

## Historia
Nie istnieje jednoznaczna odpowiedź na pytanie, co było początkiem gier miejskich, gdyż ewoluowały one z różnych innych działań w przestrzeni miejskiej, takich jak flash moby, akcje performerskie i happeningowe. Projektów analogicznych do gier miejskich można doszukiwać się nawet w czasach wielkiego kryzysu (Ringolevio) albo w działaniach artystów z drugiej połowy XX wieku. Za działania zbliżone do gier miejskich można uznać również podchody, harcerskie rajdy oraz larpy.

## Podział gier miejskich
Gry miejskie dzieli się na niezależne, oddolne inicjatywy oraz projekty komercyjne, realizowane na zlecenie przedsiębiorstw oraz instytucji. Drugi podział związany jest z obecnością w grze fabuły bądź jej brakiem. Część gier ma swoją historię lub motyw przewodni, inne nie charakteryzują się konkretną tematyką. Gry miejskie dzieli się również ze względu na rodzaj wykorzystywanej przestrzeni:
- miejska, wykorzystująca przestrzeń miejską;
- terenowa, organizowana poza miastem;
- targowa, wykorzystująca przestrzeń organizowanych imprez masowych, w szczególności targów, np. targów turystycznych i nawiązująca do tematyki targowej. Przykładem takiej gry była gra „Poszukiwacze dolnośląskich przygód”[1] zrealizowana w 2017 roku na Międzynarodowych Targach Turystycznych w Hali Stulecia we Wrocławiu.

Gry miejskie są też wykorzystywane w formie komercyjnej jako narzędzie team building.

## Gry miejskie w Polsce
Pierwszą komercyjną grą podobną do miejskiej była Nokia Game. Był to element międzynarodowej kampanii reklamowej, który z każdą edycją przechodził coraz bardziej w świat wirtualny. Ostatecznie kampania została zakończona w 2005. W tym samym czasie działania zbliżone do gry miejskiej zatytułowanej Inwazja Mocy organizowało radio RMF FM.
Pierwszą popularną grą miejską w Polsce był Urban Playground, który wystartował w 2005 roku i „uruchomił lawinę inicjatyw w całej Polsce”. Większość gier zaczęto realizować według modelu zaprezentowanego w Urban Playground. Innym przykładem gier miejskich jest inicjatywa kolektywu Partyzantz (Katowice). Stworzył on hasło „miasto to plansza” oraz pierwszego polskiego śląskiego superbohatera. W Poznaniu od 2006 roku gry miejskie organizował zespół gramiejska.pl pod przewodnictwem Szymona Dąbrowskiego. Gry w Poznaniu składają się z dwóch części: etapu internetowego i etapu ulicznego.
Niezależnym projektem była natomiast gra zorganizowana przez animatora Krzysztofa Bieleckiego Urban Playground: Miasto to gra (Warszawa). Urban Playground łączyła ze sobą elementy happeningu i opowiadania, rozgrywała się na kilku płaszczyznach, a granica pomiędzy fikcją a rzeczywistością zacierała się.
Innym znanym cyklem są Literackie Gry Miejskie organizowane przez Muzeum Powstania Warszawskiego. Z powstaniem warszawskim wiążą się także miejskie gry historyczne organizowane przez przewodników miejskich w Warszawie.
W 2008 roku gry miejskie pojawiły się we Wrocławiu, były to projekty otwarte dla mieszkańców, m.in. projekt oparty na twórczości Marka Krajewskiego – gra miejska „Morderstwo w Breslau”.
Kolejnym krokiem w rozwoju gier miejskich było pojawienie się w Poznaniu gier turystycznych, w których można było wziąć udział w każdej chwili. Gracz pobierał z internetu bądź z punktu informacji turystycznej kartę do gry i rozwiązując zagadkę, zwiedzał miasto. Kluczem do rozwiązania zagadki były np. pozacierane inskrypcje, ukryte rzeźby i detale architektoniczne, których nie sposób dostrzec podczas tradycyjnego zwiedzania miasta.
Najstarszą grą miejską w Łodzi są Poetyckie Gry Uliczne – organizowane od 2008 roku przez Ośrodek Literacko-Wydawniczy Łódzkiego Domu Kultury. Organizowana co roku w maju zabawa polega na odnajdowaniu ukrytych w przestrzeni miejskiej fragmentów wiersza. Przykładem gier miejskich w Łodzi są też gry organizowane przez Łódzkie Stowarzyszenie Inicjatyw Miejskich Topografie.
Od 2015 roku w ramach Międzyszkolnego Turnieju Wiedzy Historycznej o Puławach „Bitwa o Puławy” jest przygotowywana edukacyjna gra miejska dla uczniów szkół z terenu Puław. Jej organizatorem jest Puławski Ośrodek Kultury „Dom Chemika”. Gra przeprowadzana jest w październiku.